# 堀場和夫
堀場 和夫（ほりば かずお、1956年 - ）は、日本の地方公務員。名古屋ガイドウェイバス取締役副社長、名古屋市副市長、名古屋フィルハーモニー交響楽団副理事長を歴任。

## 人物・経歴
岐阜大学卒業後、1978年名古屋市役所入庁。中村区長、名古屋市総務局企画調整監、名古屋市消防局消防長（消防司監）兼全国消防長会副会長などを歴任し、2016年定年退職。
同年岩城正光名古屋市副市長らの後任とする人事案が、河村たかし名古屋市長により名古屋市議会に提出されることとなったが、議会側の反発を受け提出が見送られ、名古屋市市政資料館調査員に就任。
その後2017年に名古屋市議会の同意を得ることに成功し、伊東恵美子とともに名古屋市副市長に選任され、名古屋駅再開発や観光政策などを進めた。上飯田連絡線取締役副社長、名古屋ガイドウェイバス取締役副社長、名古屋中小企業投資育成取締役、名古屋フィルハーモニー交響楽団副理事長、名古屋市職員共済組合理事長兼務。2021年、副市長退任。同年サカエチカマチ顧問。